# Moyenisauropus

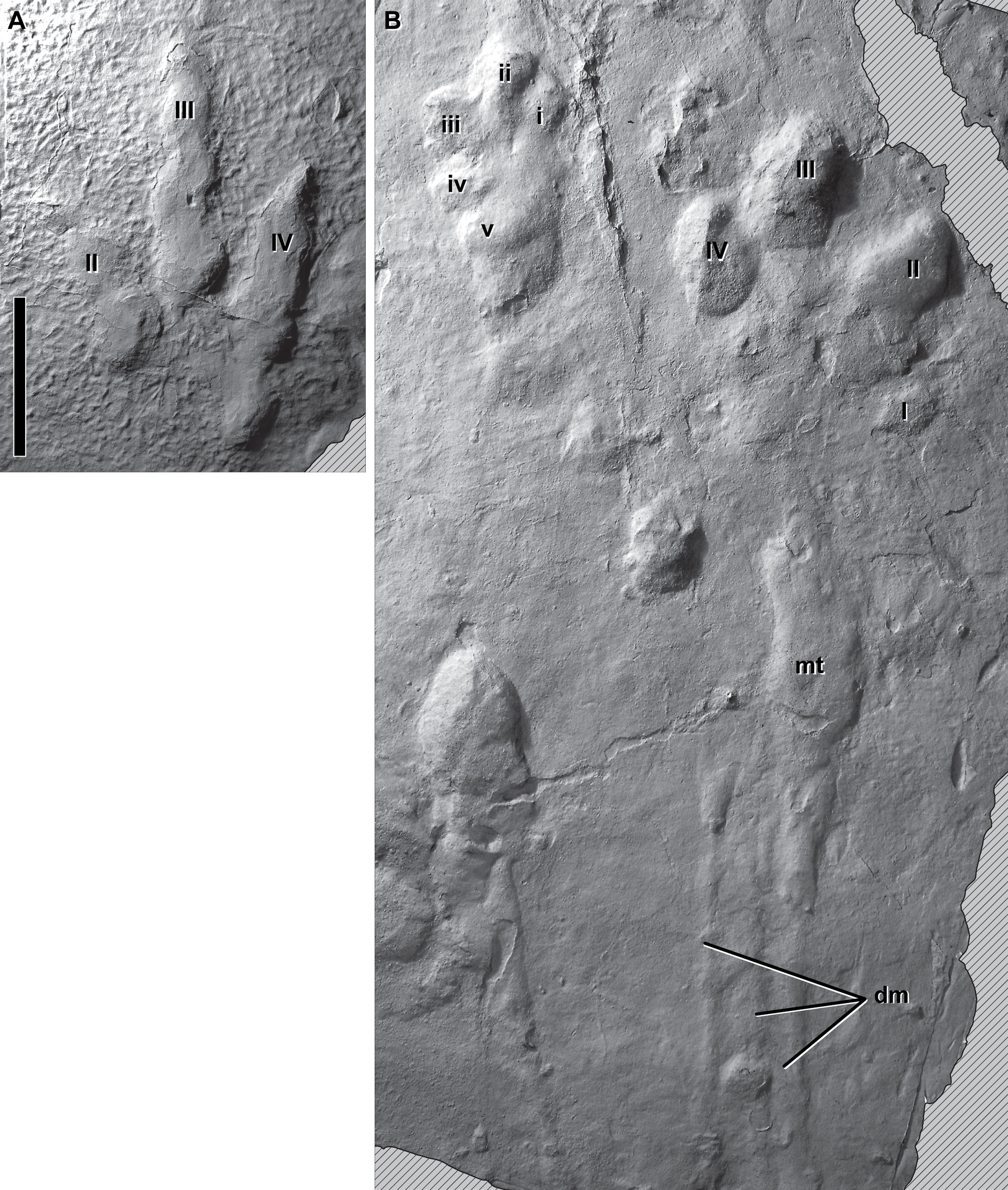
Fosilní otisky stop, mezi nimi i ichnorod Anomoepus (Moyenisauropus).

Moyenisauropus je ichnorod, představující tříprsté stopy menších až středně velkých ptakopánvých dinosaurů, žijících na počátku jurské periody druhohorní éry (geologický stupeň hettang, asi před 200 miliony let). Často bývá zahrnován do rodu Anomoepus, tak byl také roku 1991 druh M. karaszevskii formálně popsán polským paleontologem Gerardem D. Gierlinskim.

## Asociace s petroglyfy
V roce 2005 byla stopa tohoto ichnotaxonu (Moyenisauropus karaszevskii) objevena u obce Kontrewers v polských Svatokřížských horách v přímé asociaci s dávnými petroglyfy (skalními rytinami) neznámého stáří, vytvořenými zřejmě v souvislosti se stopami. Tvůrci rytin se zřejmě snažili interpretovat podobu původce těchto stop, mohlo se také jednat o místa dávných okultních rituálů. Dvě postavy hrbatých „hráčů na flétnu“ s rohy na hlavách mohou představovat personifikaci zla (jakési démony či čerty) nebo domnělé původce stop. Podle některých polských legend měli čerti jednu nohu zakončenou kuřecím pařátem, což by evokovalo právě zkamenělé tříprsté stopy. Přesnější informace o původu a významu rytin však dosud nejsou k dispozici.